# Ali Salmeen
Ali Hassan Ali Salmeen al-Bloushi (arabisch علي سالمين, DMG ʿAlī Sālimīn; * 4. Februar 1995 in Dubai) ist ein Fußballspieler aus den Vereinigten Arabischen Emiraten. Er ist in der Regel auf der Position eines defensiven Mittelfeldspielers beheimatet.

## Karriere

### Verein
Aus der Jugend von al-Wasl kommend, wechselte er zur Saison 2013/14 fest in den Kader von deren ersten Mannschaft. Das beste Ergebnis mit seiner Mannschaft war bislang die Vizemeisterschaft in der Saison 2016/17.

### Nationalmannschaft
Seinen ersten bekannten Einsatz im Trikot der A-Nationalmannschaft der Vereinigten Arabischen Emirate hatte er am 27. Mai 2014, wo er bei einer 3:4-Freundschaftsspielniederlage gegen Armenien für Khamis Esmaeel eingewechselt wurde.
Danach erhielte er über drei Jahre lang keinen weiteren Einsatz. Erst am 17. Dezember 2017 folgte dann ein weiterer Freundschaftsspieleinsatz bei einem 1:0-Sieg über den Irak. Danach war er aber auch Teil des Kaders beim Golfpokal 2017 und wurde hier in allen Partien des Turniers eingesetzt, inklusive des Finales, aus welchem seine Mannschaft gegen den Oman aber als Verlierer herausging. Anschließend folgten dann im Laufe des Jahres 2018 auch noch weitere Freundschaftsspieleinsätze für ihn. Bei einem 2:0-Sieg über den Jemen in dieser Zeit gelang ihm zudem auch sein erstes Länderspieltor.
Zum Start des darauffolgenden Jahres gehört er anschließend ebenfalls zum Team, welches an der Endrunde der Asienmeisterschaft 2019 teilnahm. Dort schaffte er es mit seinen Mitspielern bis ins Halbfinale, wo man dann dem späteren Turniersieger Katar mit 0:4 unterlag. Später im Jahr folgten dann noch zwei Freundschaftsspieleinsätze und mehrere Einsätze in der Qualifikation für die Weltmeisterschaft 2022. Dies zog sich auch über die nächsten Jahre so hin und sein nächstes Turnier war dann erst der Arabien-Pokal 2021, bei welchem er ab November 2021 mit seiner Mannschaft teilnahm und es hier bis ins Viertelfinale schaffte. Nach dem Turnier erreichte er innerhalb der WM-Quali mit seinem Team dann auch die Playoffs, scheiterte dort jedoch an Australien. Zuletzt sammelte er noch weitere Einsätze bei Freundschaftsspielen.